# مناورة مدارية
في رحلة الطيران الفضائية، المناورة المدارية هي استخدام أنظمة الدفع لتغيير المدار الخاص بمركبة فضاء. أي استعمال أنظمة الدفع لتغيير مدار مركبة فضائية للدخول إلى مدار معين أو الخروج منها، وبالنسبة لمركبة فضاء بعيدة عن الأرض (على سبيل المثال تلك التي تدور في مدارات حول الشمس) يُطلق على المناورة المدارية «مناورة الفضاء العميقة (DSM)».

## النقل المداري

نقل هوهمان من مدار دائري منخفض إلى مدار دائري أعلى

مدارات النقل هي عادة مدارات بيضاوية تسمح بحركة مركبة الفضاء من مدار (عادة دائرية بشكل أساسي) إلى آخر. وعادة ما تتطلب احتراقًا في البداية واحتراقًا في النهاية وفي بعض الأحيان احتراقًا أو اثنين في المنتصف.
- يتطلب مدار نقل هوهمان نسبة ضئيلة من دلتا-v.
- يمكن أن يتطلب النقل الثنائي البيضاوي طاقة أقل مما يحتاجها نقل هوهمان، إذا كانت نسبة المدارات 11.94 أو أكثر،[1] لكنها تأتي على حساب وقت الرحلة من خلال نقل هوهمان.
- وقد تستخدم عمليات النقل الأسرع أي مدار يتقاطع مع كل من المدار الأصلي ومدار المقصد، على حساب دلتا-v الأعلى.